# Rybnicka Kuźnia

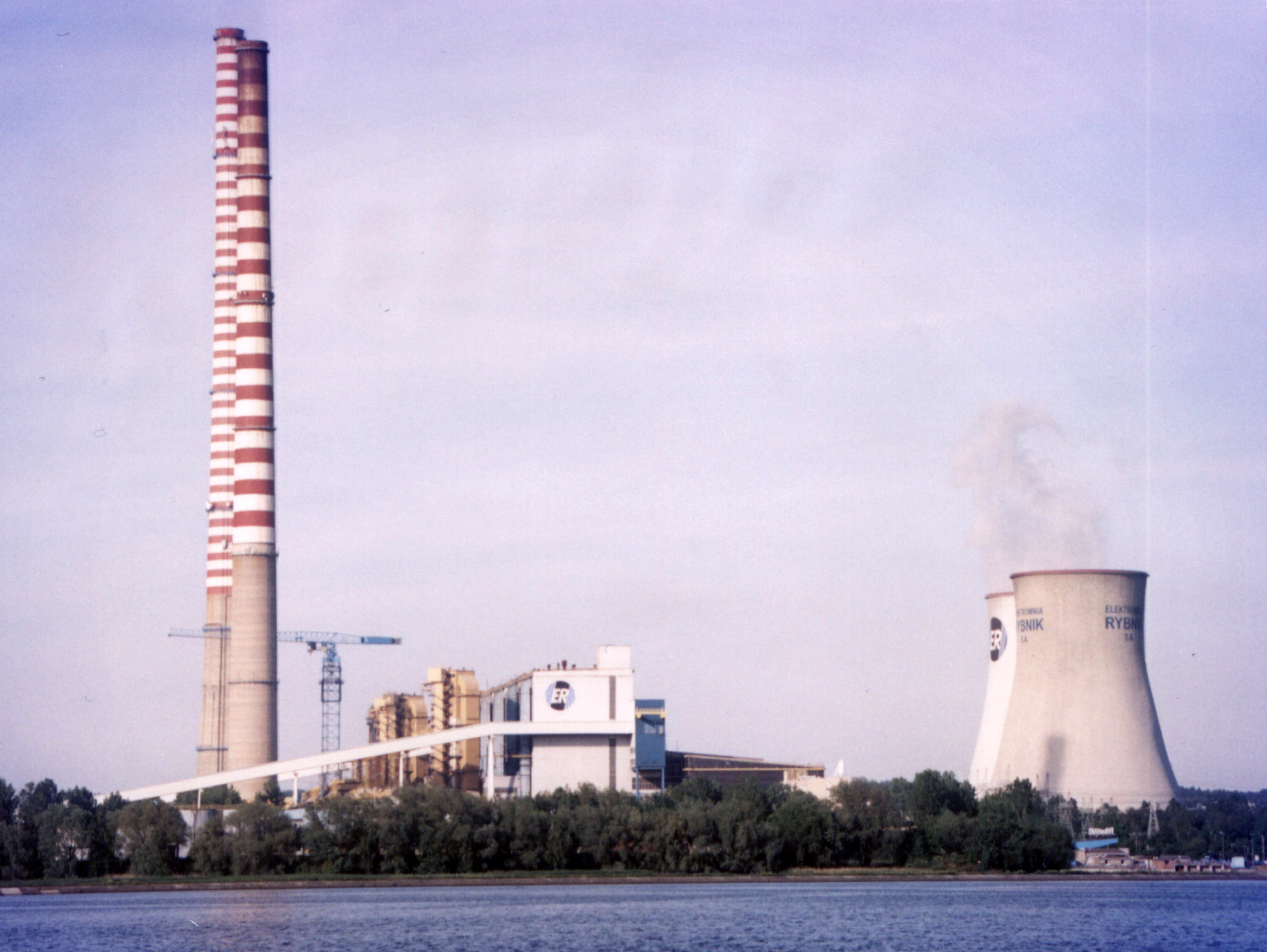
Elektrownia Rybnik

Rybnicka Kuźnia (niem. Rybniker Hammer) – część miasta i dzielnica Rybnika położona na północ od centrum miasta, po wschodniej stronie Zalewu Rybnickiego. Liczba mieszkańców ok. 3486. 

## Historia
Miejscowość powstała ok. 1500 na obrzeżach wsi Wielopole. Przełomowy w historii dzielnicy był rok 1969, kiedy rozpoczęto budowę Elektrowni „Rybnik”. W tym czasie dzielnica Rybnicka Kuźnia zaczęła się dynamicznie rozwijać. Z biegiem czasu przebudowano drogi, usprawniono komunikację, wybudowano sklepy i osiedle mieszkaniowe (osiedle ER). 
Do 1967 dzielnica Rybnicka Kuźnia stanowiła część gminy Wielopole, a od 1 stycznia 1973 jest dzielnicą Rybnika. 

## Obiekty w dzielnicy
W dzielnicy znajduje się m.in. Elektrownia Rybnik, Ośrodek Rekreacji i Rehabilitacji „Energo-Relax” oraz kościół pw. Wniebowzięcia Najświętszej Maryi Panny.
Dzielnica jest objęta realizowanym projektem budowy systemu kanalizacji sanitarnej.
Przewodniczącym Rady Dzielnicy jest Andrzej Kubisz, a przewodniczącym Zarządu Dzielnicy jest Henryk Wilk.